# Liste der Naturdenkmale in Kodersdorf
Die Liste der Naturdenkmale in Kodersdorf umfasst Naturdenkmale der sächsischen Gemeinde Kodersdorf.

## Definition
„Naturdenkmäler sind rechtsverbindlich festgesetzte Einzelschöpfungen der Natur oder entsprechende Flächen bis zu fünf Hektar, deren besonderer Schutz erforderlich ist
1. aus wissenschaftlichen, naturgeschichtlichen oder landeskundlichen Gründen oder
2. wegen ihrer Seltenheit, Eigenart oder Schönheit.“

„§ 18 – Naturdenkmäler – (zu § 28 BNatSchG)
(1) Die Erklärung nach § 22 Abs. 1 BNatSchG von Teilen von Natur und Landschaft als Naturdenkmal erfolgt durch Rechtsverordnung oder Einzelanordnung.
(2) Über § 28 Abs. 1 BNatSchG hinaus können Naturdenkmäler zur Sicherung von Lebensgemeinschaften oder Lebensstätten von im Bestand gefährdeten oder streng geschützten Arten festgesetzt werden.“

## Naturdenkmale
Diese Auflistung unterscheidet zwischen Flächennaturdenkmalen (FND) mit einer Fläche bis zu 5 ha (bei Verordnung nach DDR-Recht auch mehr) und Einzel-Naturdenkmalen (ND).
Link zu einem Kartenansichtstool, um Koordinaten zu setzen.
| Bild | Bezeichnung                                             | Lage                               | Beschreibung | Datum | Nummer |
| ---- | ------------------------------------------------------- | ---------------------------------- | ------------ | ----- | ------ |
| BW   | Kunnersdorfer Skala                                     | (51° 12′ 38,6″ N, 14° 54′ 35,9″ O) | FND (1,6 ha) |       |        |
| BW   | Zwischenmoor am Teich östlich Sachsenberg               | (51° 16′ 24,6″ N, 14° 52′ 17,9″ O) | FND (1,7 ha) |       |        |
| BW   | Gipfel des Schorrsteines (Schoorstein)                  | (51° 12′ 42,8″ N, 14° 51′ 4,4″ O)  | FND (2,4 ha) |       |        |
| BW   | Waldwiese am Osthang des Schorrsteines                  | (51° 12′ 49,9″ N, 14° 51′ 47,7″ O) | FND (0,9 ha) |       |        |
| BW   | Hornfelsen am Autobahneinschnitt Rengersdorf            | (51° 13′ 16″ N, 14° 53′ 10,8″ O)   | ND           |       |        |
| BW   | Quirlberg Wiesa                                         | (51° 14′ 22,9″ N, 14° 51′ 15,8″ O) | ND           |       |        |
| BW   | Platane an der Gemeindeverwaltung Rengersdorf           | (51° 13′ 47,4″ N, 14° 53′ 44,5″ O) | ND           |       |        |
| BW   | Quellgebiet, Quellarme und Oberlauf des Wiesaer Wassers | (51° 14′ 4,7″ N, 14° 50′ 33,7″ O)  | FND (3 ha)   |       |        |
| BW   | Gipfelklippen Rabenstein                                | (51° 12′ 58,5″ N, 14° 50′ 58,7″ O) | ND           |       |        |

## Ehemalige Naturdenkmale
Link zu einem Kartenansichtstool, um Koordinaten zu setzen.
| Bild            | Bezeichnung                      | Lage                               | Beschreibung                                                                                | Datum     | Nummer |
| --------------- | -------------------------------- | ---------------------------------- | ------------------------------------------------------------------------------------------- | --------- | ------ |
| Fotos hochladen | Schwarzkiefer, Wegkreuzung Wiesa | (51° 13′ 47,9″ N, 14° 52′ 20,7″ O) | ND aufgehoben, Verkehrssicherungsaspekt                                                     | 1936–2020 |        |
| BW              | Linde im Pfarrgarten Rengersdorf | (51° 13′ 46,2″ N, 14° 53′ 39,4″ O) | ND aufgehoben, Baum 2018 wg. Verkehrssicherung gefällt                                      | 1956–2020 |        |
| BW              | 3 Thuja plicata im Wald Wiesa    | (51° 12′ 57,5″ N, 14° 51′ 18,8″ O) | ND aufgehoben, Schutzwürdigkeit nicht gegeben. (keine ungewöhnliche Größe, im Wald stehend) | 1956–2020 |        |